# Trundholm Mose

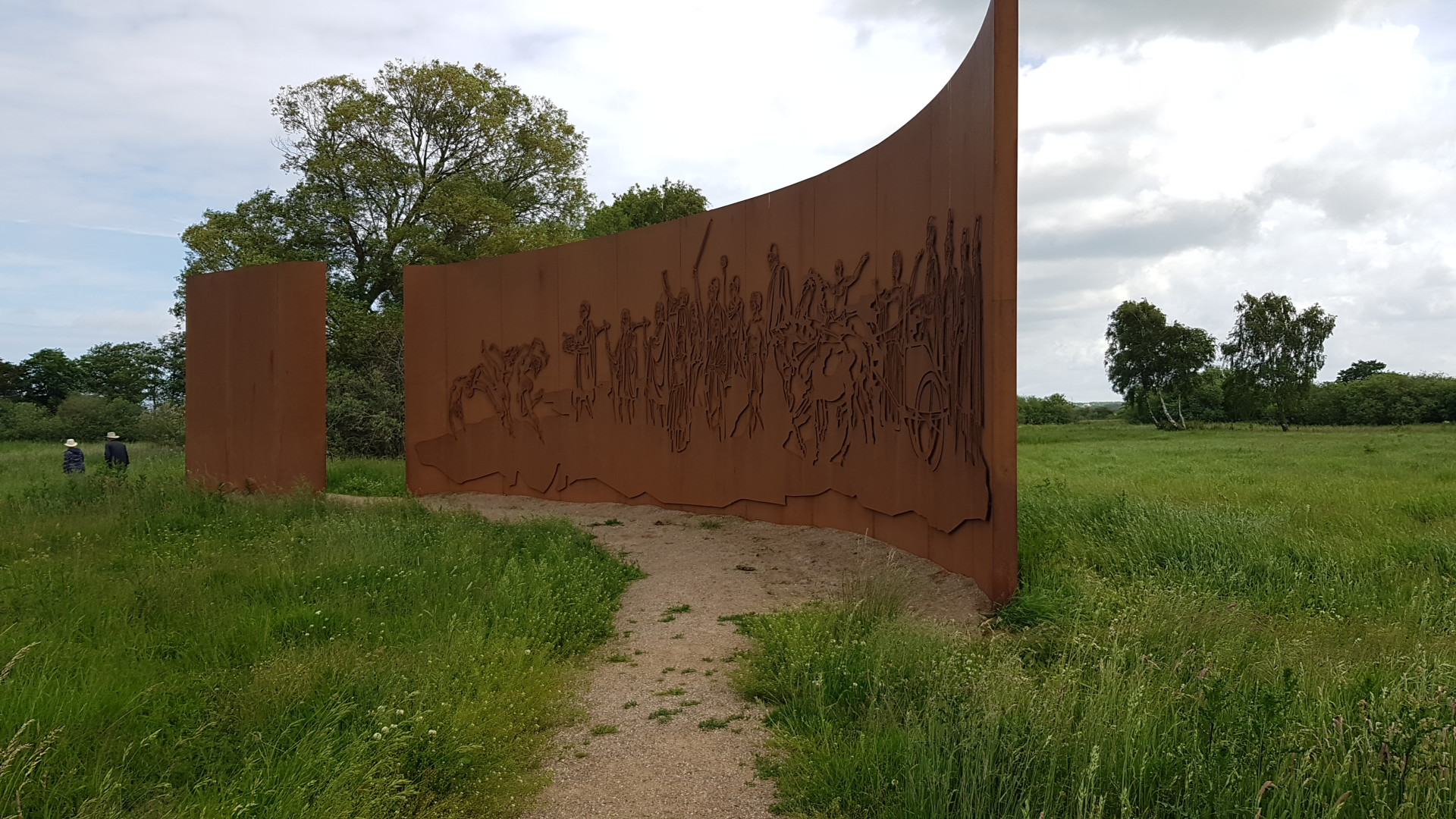
Monumentet från 2020

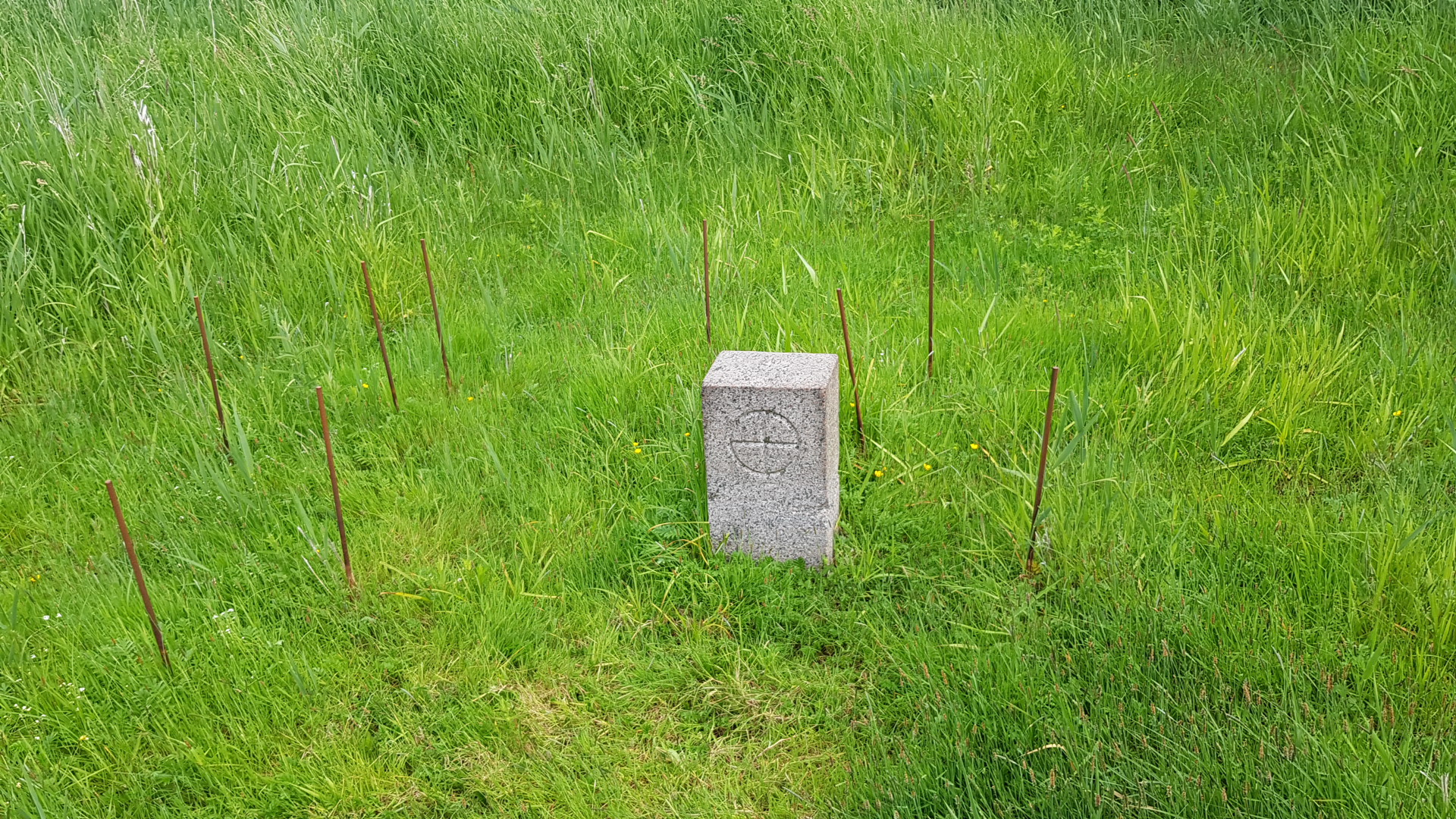
Sten på den exakta fyndplatsen

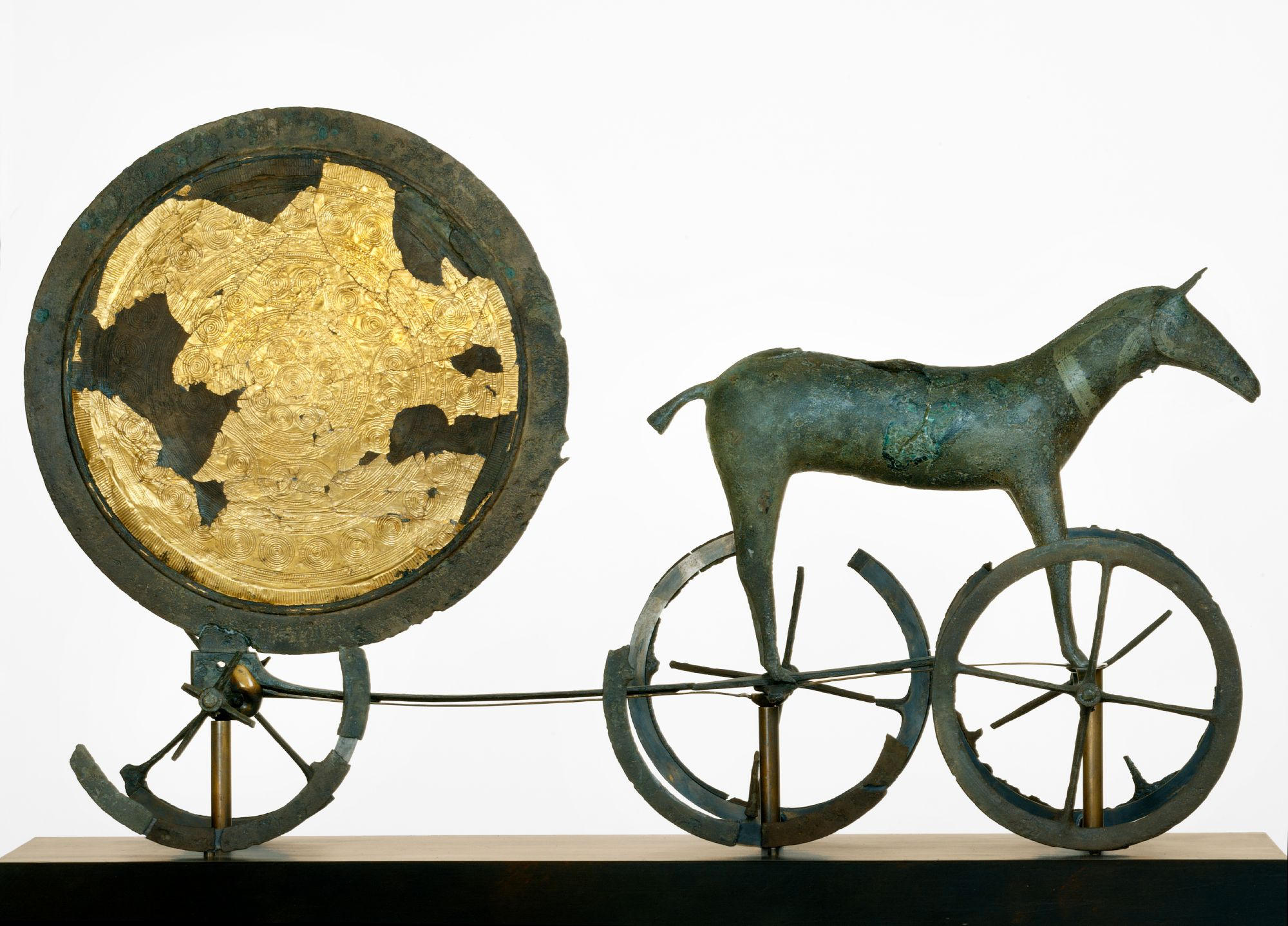
Solvognen

Trundholm Mose är en omkring tre kvadratkilometer stor, numera dränerad mosse i Nørre Asmindrup Sogn i Odsherreds kommun på nordvästra Sjælland. Platsen är känd som fyndplatsen för Solvognen, också benämnd Trundholmsvognen, från bronsåldern.
Trundholm Mose var på stenåldern en havsvik. För omkring 5.000 år sedan ledde stormväder till att havet eroderade kusten i Sejerø Bugt, varefter transporterat sand och grus byggde upp stora strandvallar i vikarna. Därvid blev den inre delen av Sejerø Bugt avsnörd till en sötvattensjö, som senare försumpades och grodde igen till Trundholm Mose. Mossen, som idag ligger 3,5–5 kilometer från den nuvarande strandlinjen, torrlades 1799 för att få ängsmark och så småningom åkrar.
År 1902 påträffades Trundholmsvognen i brons och guld av jordbrukaren Frederik Willumsen vid den första plöjningen av mark från den tidigare mossen. Vagnen hade troligen lagts i mossen som offergåva. År 1998 hittades med hjälp av en metalldetektor på fyndstället nya fragment av vagnens sex hjul. Dateringen av Trundholmsvagnen är något osäker, men ornamentiken indikerar att den är från äldre bronsålder, omkring 1400 före Kristus.
Solvognen finns idag på Nationalmuseet i Köpenhamn, men fyndstället har 2020 efter en plan av  utställningsarkitekterna Kurtzweil A/S i Holbæk och landskapsarkitekterna 1:1 Landskab i Valby iordningställts till besöksplatsen Solvognens Fundsted på 140.000 kvadratmeter. Där finns ett monument, bestående av en dekorerad fyra meter hög, böjd delad vägg  av cortenstål.